# Campeonato Mundial de Natación de 1986
El V Campeonato Mundial de Natación se celebró en Madrid (España) entre el 13 y el 23 de agosto de 1986. Fue organizado por la Federación Internacional de Natación (FINA) y la Real Federación Española de Natación. Participaron un total de 1.119 atletas representantes de 34 federaciones nacionales.
Se realizaron competiciones de natación, natación sincronizada, saltos y waterpolo. Las competiciones se desarrollaron en el Centro de Natación M-86 de la capital española.

## Resultados de natación

### Masculino
| Evento                   | Oro                                                                           | Plata                                                                             | Bronce                                                                       |
| ------------------------ | ----------------------------------------------------------------------------- | --------------------------------------------------------------------------------- | ---------------------------------------------------------------------------- |
| 50 m libre               | Tom Jagger Estados Unidos 22,49                                               | Dano Halsall · Suiza · 22,80                                                      | Matt Biondi Estados Unidos 22,85                                             |
| 100 m libre              | Matt Biondi Estados Unidos 48,94                                              | Stéphane Caron Francia 49,73                                                      | Tom Jagger Estados Unidos 49,79                                              |
| 200 m libre              | Michael Groß RFA 1:47,92                                                      | Sven Lodziewski RDA 1:49,12                                                       | Matt Biondi Estados Unidos 1:49,43                                           |
| 400 m libre              | Rainer Henkel RFA 3:50,05                                                     | Uwe Daßler RDA 3:51,26                                                            | Daniel Jorgensen Estados Unidos 3:51,33                                      |
| 1500 m libre             | Rainer Henkel RFA 15:05,31                                                    | Stefano Battistelli · Italia · 15:14,80                                           | Daniel Jorgensen Estados Unidos 15:16,23                                     |
| 100 m espalda            | Igor Polianski URSS 55,58                                                     | Dirk Richter RDA 56,49                                                            | Serguei Zoboltnov URSS 56,57                                                 |
| 200 m espalda            | Igor Polianski URSS 1:58,78                                                   | Frank Baltrusch RDA 2:01,11                                                       | Frank Hoffmeister RFA 2:02,44                                                |
| 100 m braza              | Victor Davis · Canadá · 1:02,71                                               | Gianni Minervini · Italia · 1:03,00                                               | Dmitri Volkov URSS 1:03,30                                                   |
| 200 m braza              | Jószef Szabó · Hungría · 2:14,27                                              | Victor Davis · Canadá · 2:14,93                                                   | Steven Bentley Estados Unidos 2:16,51                                        |
| 100 m mariposa           | Pablo Morales Estados Unidos 53,54                                            | Matt Biondi Estados Unidos 53,67                                                  | Andrew Jameson Reino Unido 53,81                                             |
| 200 m mariposa           | Michael Groß RFA 1:56,63                                                      | Anthony Mosse Nueva Zelanda 1:58,36                                               | Benny Nielsen Dinamarca 1:59,09                                              |
| 200 m cuatro estilos     | Támas Darnyi · Hungría · 2:01,57                                              | Alex Baumann · Canadá · 2:02,34                                                   | Vadim Yaroshchuk URSS 2:02,61                                                |
| 400 m cuatro estilos     | Támas Darnyi · Hungría · 4:18,98                                              | Vadim Yaroshchuk URSS 4:22,03                                                     | Alex Baumann · Canadá · 4:22,58                                              |
| 4 × 100 m libre          | Estados Unidos Tom Jagger Michael Heath Paul Wallace Matt Biondi 3:19,89      | URSS Gennadi Prigoda Nikolai Evseyen Serguei Smiriaginbe Alexei Markovski 3:21,14 | RDA Dirk Richter Jörg Woithe Sven Lodziewski Steffen Zesner 3:21,47          |
| 4 × 200 m libre          | RDA Lars Hinnenburg Thomas Flemming Dirk Richter Sven Lodziewski 7:15,91      | RFA Rainer Henkel Michael Groß Alexandre Schowtka Thomas Fahrner 7:15,96          | Estados Unidos Eric Boyer Michael Heath Daniel Jorgensen Matt Biondi 7:18,29 |
| 4 × 100 m cuatro estilos | Estados Unidos Daniel Veatch David Lundberg Pablo Morales Matt Biondi 3:41,25 | RFA Frank Hoffmeister Bert Göbel Michael Groß André Schadt 3:42,26                | URSS Igor Polianski Dmitri Volkov Alexei Markovski Nikolai Evseyev 3:42,63   |

- RM – Récord mundial.

### Femenino
| Evento                   | Oro                                                                              | Plata                                                                          | Bronce                                                                                                   |
| ------------------------ | -------------------------------------------------------------------------------- | ------------------------------------------------------------------------------ | --- |
| 50 m libre               | Tamara Costache Rumania 25,28 (RM)                                               | Kristin Otto RDA 25,50                                                         | Marie-Thérèse Armentero · Suiza · 25,93                                                                  |
| 100 m libre              | Kristin Otto RDA 55,05                                                           | Jena Johnson Estados Unidos 55,70                                              | Conny van Bentum · Países Bajos · 55,79                                                                  |
| 200 m libre              | Heike Friedrich RDA 1:58,26                                                      | Manuela Stellmach RDA 1:58,90                                                  | Mary Meagher Estados Unidos 1:00,14                                                                      |
| 400 m libre              | Heike Friedrich RDA 4:07,45                                                      | Astrid Strauß RDA 4:09,16                                                      | Sarah Hardcastle Reino Unido 4:09,85                                                                     |
| 800 m libre              | Astrid Strauß RDA 8:28,24                                                        | Katja Hartmann RDA 8:28,44                                                     | Deborah Babashoff Estados Unidos 8:34,04                                                                 |
| 100 m espalda            | Betsy Mitchell Estados Unidos 1:01,74                                            | Kathrin Zimmermann RDA 1:02,17                                                 | Natalia Shibayeva URSS 1:02,25                                                                           |
| 200 m espalda            | Kornelia Sirch RDA 2:11,37                                                       | Betsy Mitchell Estados Unidos 2:11,39                                          | Kathrin Zimmermann RDA 2:11,45                                                                           |
| 100 m braza              | Sylvia Gerasch RDA 1:08,11 (RM)                                                  | Silke Hörner RDA 1:08,41                                                       | Tania Bogomilova Bulgaria 1:08,52                                                                        |
| 200 m braza              | Silke Hörner RDA 2:27,40 (RM)                                                    | Tania Bogomilova Bulgaria 2:27,66                                              | Allison Higson · Canadá · 2:31,34                                                                        |
| 100 m mariposa           | Kornelia Greßler RDA 59,51                                                       | Kristin Otto RDA 59,66                                                         | Mary Meagher Estados Unidos 59,90                                                                        |
| 200 m mariposa           | Mary Meagher Estados Unidos 2:08,41                                              | Kornelia Greßler RDA 2:10,66                                                   | Birte Weigang RDA 2:10,68                                                                                |
| 200 m cuatro estilos     | Kristin Otto RDA 2:15,56                                                         | Elena Dendeberova URSS 2:15,84                                                 | Kathleen Nord RDA 2:16,05                                                                                |
| 400 m cuatro estilos     | Kathleen Nord RDA 4:43,75                                                        | Michele Griglione Estados Unidos 4:44,07                                       | Noemi Lung Rumania 4:45,44                                                                               |
| 4 × 100 m libre          | RDA Kristin Otto Manuela Stellmach Sabina Schulze Heike Friedrich 3:40,57 (RM)   | Estados Unidos Jenna Johnson Dara Torres Mary Meagher Betsy Mitchell 3:44,04   | Países Bajos · Conny van Bentum · Laura Leideritz · Karin Brienesse · Annemarie Verstappen · 3:46,89     |
| 4 × 200 m libre          | RDA Manuela Stellmach Astrid Strauß Nadja Bergnecht Heike Friedrich 7:59,33 (RM) | Estados Unidos Betsy Mitchell Mary Meagher Kimberley Brown Mary Waythe 8:02,12 | Países Bajos · Annemarie Verstappen · Jolande van der Meer · Mildred Muis · Conny van Bentum · 8:09,59   |
| 4 × 100 m cuatro estilos | RDA Kathrin Zimmermann Sylvia Gerash Kornelia Greßler Kristin Otto 4:04,82       | Estados Unidos Betsy Mitchell Jennifer Hau Mary Meagher Jenna Johnson 4:07,75  | Países Bajos · Jolanda de Rover · Petra van Staveren · Conny van Bentum · Annemarie Verstappen · 4:10,70 |

- RM – Récord mundial.

### Medallero
| Núm. | País           | Oro | Plata | Bronce | Total |
| ---- | -------------- | --- | ----- | ------ | ----- |
| 1    | RDA            | 14  | 12    | 4      | 30    |
| 2    | Estados Unidos | 7   | 7     | 8      | 22    |
| 3    | RFA            | 4   | 2     | 3      | 9     |
| 4    | Hungría        | 3   | 0     | 0      | 3     |
| 5    | URSS           | 2   | 3     | 5      | 10    |
| 6    | Canadá         | 1   | 2     | 2      | 5     |
| 7    | Rumania        | 1   | 0     | 1      | 2     |
| 8    | Italia         | 0   | 2     | 0      | 2     |
| 9    | Bulgaria       | 0   | 1     | 1      | 2     |
| 9    | Suiza          | 0   | 1     | 1      | 2     |
| 11   | Francia        | 0   | 1     | 0      | 1     |
| 11   | Nueva Zelanda  | 0   | 1     | 0      | 1     |
| 13   | Países Bajos   | 0   | 0     | 4      | 4     |
| 14   | Reino Unido    | 0   | 0     | 2      | 2     |
| 15   | Dinamarca      | 0   | 0     | 1      | 1     |
|      | TOTAL          | 32  | 32    | 32     | 96    |

## Resultados de saltos

### Masculino
| Evento          | Oro                                      | Plata                         | Bronce                              |
| --------------- | ---------------------------------------- | ----------------------------- | ----------------------------------- |
| Trampolín 3 m   | Greg Louganis Estados Unidos 750,06 pts. | Tan Liangde China 692,28 pts. | Li Hongping China 642,06 pts.       |
| Plataforma 10 m | Greg Louganis Estados Unidos 668,58      | Li Kongzheng China 624,33     | Bruce Kimball Estados Unidos 599,91 |

### Femenino
| Evento          | Oro                   | Plata                 | Bronce                             |
| --------------- | --------------------- | --------------------- | ---------------------------------- |
| Trampolín 3 m   | Gao Min China 582,90  | Li Yihua China 549,42 | Maria Bobkova URSS 525,21          |
| Plataforma 10 m | Chen Lin China 449,67 | Lu Wei China 422,25   | Wendy Wyland Estados Unidos 412,47 |

### Medallero
| Núm. | País           | Oro | Plata | Bronce | Total |
| ---- | -------------- | --- | ----- | ------ | ----- |
| 1    | China          | 2   | 4     | 1      | 7     |
| 2    | Estados Unidos | 2   | 0     | 2      | 4     |
| 3    | URSS           | 0   | 0     | 1      | 1     |
|      | TOTAL          | 4   | 4     | 4      | 12    |

## Resultados de natación sincronizada
| Evento | Oro | Plata | Bronce |
| ------ | --- | --- | --- |
| Solo   | Carolyn Waldo · Canadá · 200,033 pts. | Sarah Josephson Estados Unidos 194,967 pts.                                                                                       | Muriel Hermine Francia 186,250 pts.                                                                                   |
| Dúo    | Michelle Cameron · Carolyn Waldo · Canadá · 196,267 | Sarah Josephson Karen Josephson Estados Unidos 193,401                                                                            | Megumi Ito Mikako Kotani Japón 185,467                                                                                |
| Equipo | Natalie Audet · Michelle Cameron · Sylvie Frechette · Karin Larsen · Chantal Laviolette · Traci Meades · Missy Morlock · Carolyn Waldo · Canadá · 191,200 | Kristen Babb Lori Hatch Karen Josephson Sarah Josephson Karen Madsen Susan Reed Lisa Riddell Mary Visniski Estados Unidos 188,821 | Hisako Aoishi Emiko Goto Emiko Hirada Megumi Ito Mikako Kotani Yurika Oogane Aki Takayama Miyako Tanaka Japón 185,763 |

### Medallero
| Núm. | País           | Oro | Plata | Bronce | Total |
| ---- | -------------- | --- | ----- | ------ | ----- |
| 1    | Canadá         | 3   | 0     | 0      | 3     |
| 2    | Estados Unidos | 0   | 3     | 0      | 3     |
| 3    | Japón          | 0   | 0     | 2      | 2     |
| 4    | Francia        | 0   | 0     | 1      | 1     |
|      | TOTAL          | 3   | 3     | 3      | 9     |

## Resultados de waterpolo
- Resultados del torneo masculino
- Resultados del torneo femenino

| Evento    | Oro        | Plata          | Bronce         |
| --------- | ---------- | -------------- | -------------- |
| Masculino | Yugoslavia | Italia ·       | URSS           |
| Femenino  | Australia  | Países Bajos · | Estados Unidos |

## Medallero total
| Núm. | País           | Oro | Plata | Bronce | Total |
| ---- | -------------- | --- | ----- | ------ | ----- |
| 1    | RDA            | 14  | 12    | 4      | 30    |
| 2    | Estados Unidos | 9   | 10    | 11     | 30    |
| 3    | RFA            | 4   | 2     | 3      | 9     |
| 4    | Canadá         | 4   | 2     | 2      | 8     |
| 5    | Hungría        | 3   | 0     | 0      | 3     |
| 6    | China          | 2   | 4     | 1      | 7     |
| 7    | URSS           | 2   | 3     | 7      | 12    |
| 8    | Rumania        | 1   | 0     | 1      | 2     |
| 9    | Australia      | 1   | 0     | 0      | 1     |
| 9    | Yugoslavia     | 1   | 0     | 0      | 1     |
| 11   | Italia         | 0   | 3     | 0      | 3     |
| 12   | Países Bajos   | 0   | 1     | 4      | 5     |
| 13   | Bulgaria       | 0   | 1     | 1      | 2     |
| 13   | Francia        | 0   | 1     | 1      | 2     |
| 13   | Suiza          | 0   | 1     | 1      | 2     |
| 16   | Nueva Zelanda  | 0   | 1     | 0      | 1     |
| 17   | Japón          | 0   | 0     | 2      | 2     |
| 17   | Reino Unido    | 0   | 0     | 2      | 2     |
| 19   | Dinamarca      | 0   | 0     | 1      | 1     |
|      | TOTAL          | 41  | 41    | 41     | 123   |